# 超級龍虎娘
《超級龍虎娘》是加藤夕清的日本四格漫畫作品。於芳文社《Manga Time Kirara MAX》月刊2007年8月號連載至2010年5月號。中文版由東立出版社代理發行。

## 故事簡介
某日，龍娘與虎娘突然出現在不紅漫畫家青年的家中，三人過著奇特的日常生活。

## 登場人物
藤堂 春希
不紅的漫畫家。開始連載時年紀為20歲。
龍樓與毬虎突然從埋藏櫃子底部的書卷中跑出來，而後就一直住在一起。
專門畫色情漫畫（龍樓看了之後面紅耳赤），在好幾個出版社都有連載。
中學時父親死於交通事故。遺傳父親的禿頭，頭髮逐漸稀疏，讓他感到非常煩惱。
龍樓
龍娘，能夠呼叫烏雲，也能讓死者靈魂附身在自己身上。
身材矮小，身上長著龍角和龍尾巴。
個性認真，負責春希家的家事。
平常個性溫柔，但生氣起來很恐怖。喜歡春希，把朔美當情敵。
在天獸界有很多兄弟，被毬虎拉著一起來到人間界。
毬虎
虎娘，能夠操縱風。
身材很好，外表有虎耳朵和虎尾巴。
個性天真爛漫，很容易得意忘形，不過偶爾也會有敏銳的時候。
很喜歡吃東西，其中特別喜歡炸雞。
在女僕咖啡廳打工賺錢。
在天獸界有未婚夫，因為對人間界有興趣而帶著龍樓來到人間界。
藤堂 朔美
春希表妹，就讀國中。
喜歡春希，登場初期和龍樓關係惡劣，但隨著連載進展而漸漸好轉。
日高 桃
春希的女性責任編輯，戴著眼鏡，目前29歲。
對工作要求很嚴格，常嚴厲批評春希的作品。
喜歡貓，在春希不在時幫忙照顧出卷。
增尾
毬虎打工的女僕咖啡廳的店長，戴著太陽眼鏡。
個性花心，常性騷擾女性。
被討債集團追殺，危機時常用變裝來度過難關。
曾和日高交往，現在依然記得她的生日，不過年齡記錯1歲。
那並 千麻
在電視、雜誌上活躍的寫真女星，春希的前女友。
和春希因為雙方都很忙而分手，兩人之間並沒有心結。以對待朋友的方式和春希相處，但依然喜歡春希。
外表看起來很溫順，但其實並不滿足現狀，懷抱著成為演員的野心。
老家在常下雪的地方經營民宿。
水晶 晶
占卜師少女，人稱「水晶玉之晶」，經常路過登場。
占卜很受歡迎，在電視節目裡有專門時段。
很愛錢，但也很關心顧客。
景虎
毬虎的未婚夫，住在天獸界。
對自己的冷淡個性感到不滿意，在遇到順著自己想法的毬虎後改變想法。
現在很喜歡毬虎。
緋龍
龍樓的弟弟，住在天獸界。
出卷
不知不覺住在春希家的貓。
傑克夫
不明外國男性。
在電視節目、海岸邊、露天浴池與結婚會場都有出場的配角。

## 出版書籍
《超級龍虎娘》是加藤夕清的日本四格漫畫作品。於芳文社《Manga Time Kirara MAX》月刊2007年8月號連載至2010年5月號，2本單行本於2009年4月27日至2010年4月27日發售。中文版由東立出版社代理發行，2本單行本於2010年3月1日至2012年3月21日發售。
| 冊數 | 芳文社        | 芳文社                 | 東立出版社    | 東立出版社             |
| 冊數 | 發售日期      | ISBN                   | 發售日期      | ISBN                   |
| ---- | ------------- | ---------------------- | ------------- | ---------------------- |
| 1    | 2009年4月27日 | ISBN 978-4-8322-7802-8 | 2010年3月1日  | ISBN 978-986-10-5151-2 |
| 2    | 2010年4月27日 | ISBN 978-4-8322-7907-0 | 2012年3月21日 | ISBN 978-986-10-7788-8 |